# La Mogoda
La Mogoda és un conjunt d'habitatges de Santa Perpètua de Mogoda (Vallès Occidental) que formen part de l'Inventari del Patrimoni Arquitectònic de Catalunya.

## Descripció
És un conjunt de cases unifamiliars disposades en forma de U oberta que consten de planta baixa i un pis. Estan cobertes amb teulada plana correguda de teula àrab. El material de construcció predominant és la pedra recoberta amb un arrebossat. Separades per un carrer i davant d'aquest conjunt, es troben una filera de construccions de coberta a doble vessant que són utilitzades pels habitants del nucli per a diferents funcions.